# T. J. McConnell
Pour les articles homonymes, voir McConnell.
Timothy John "T. J." McConnell, Jr., né le 25 mars 1992 à Pittsburgh en Pennsylvanie, est un joueur américain de basket-ball. Il évolue au poste de meneur.

## Biographie

### Carrière universitaire
En 2010, il intègre l'université de Duquesne où il joue pour les Dukes.
En avril 2012, il part à l'université d'Arizona où il joue pour les Wildcats de l'Arizona. En raison de son changement d'université, il ne peut pas jouer avec les Wildcats durant la saison 2012-2013.

### Carrière professionnelle

#### 76ers de Philadelphie (2015-2019)
Le 25 juin 2015, automatiquement éligible, il n'est pas sélectionné lors de la draft 2015 de la NBA. Il participe à la NBA Summer League 2015 avec les 76ers de Philadelphie.
Le 22 septembre 2015, il signe un contrat avec les 76ers de Philadelphie. Durant la pré-saison, il a des moyennes de 6,2 points et 4,8 passes décisives en cinq matches, lui permettant de glaner le dernier spot dans l'effectif final qui commence la saison 2015-2016. Le 28 octobre 2015, il fait ses débuts en NBA dans le match d'ouverture de la saison des 76ers contre les Celtics de Boston ; en 27 minutes de jeu, il marque quatre points, distribue quatre passes décisives et intercepte trois ballons dans la défaite 112 à 95. Le 6 février 2016, titularisé au poste de meneur à la place d'Ish Smith, blessé, McConnell égalise sa meilleure performance de la saison en marquant 17 points dans la victoire 103 à 98 contre les Nets de Brooklyn. Le 23 mars, dans la défaite chez les Nuggets de Denver, il marque de nouveau 17 points pour la troisième fois de la saison 2015-2016. A la fin de la saison, il reçoit deux votes pour intégrer la NBA All-Rookie Team.
En juillet 2016, McConnell participe à la NBA Summer League 2016 avec les 76ers. Le 11 décembre 2016, il est proche d'un triple-double avec 12 points, 10 rebonds et neuf passes décisives dans la victoire 97 à 79 contre les Pistons de Détroit. Le 6 janvier 2017, il réalise son record de passes décisives en carrière avec 17 passes dans la défaite 110 à 106 chez les Celtics de Boston, devenant le quatrième joueur dans l'histoire de l'équipe des 76ers à réaliser cette performance dans un seul match ; son total est à deux passes décisives du record de l'équipe à 19 passes décisives, détenu par Maurice Cheeks en 1987, performance égalée par Dana Barros en 1995. Le 11 janvier 2017, McConnell marque le panier de la victoire contre les Knicks de New York avec un tir en se retournant.
Le 25 novembre 2017, McConnell marque 15 points et distribue 13 passes décisives dans la victoire 130 à 111 contre le Magic d'Orlando. Le 15 janvier 2018, il bat son record de points en carrière avec 18 unités dans la victoire 117 à 111 contre les Raptors de Toronto. Le 12 février 2018, il réalise son premier triple-double de sa carrière avec 10 points, 10 rebonds, 11 passes décisives dans la victoire 108 à 92 contre les Knicks de New York ; il réalise également son record en carrière d'interceptions avec six ballons volés, devenant le premier joueur dans l'histoire des 76ers à réaliser un triple-double en étant remplaçant. Le 7 mai 2018, lors du match 4 du second tour des playoffs NBA 2018 contre les Celtics de Boston, McConnell bat son record de points en carrière avec 19 unités, auxquelles il ajoute sept rebonds et cinq passes décisives dans la victoire 103 à 92, aidant Philadelphia à remporter leur premier match de la série.
Le 13 juin 2018, les 76ers activent leur option d'équipe sur le contrat de McConnell et le conserve une saison de plus.
Le 1er juillet 2019, il devient agent libre.

#### Pacers de l'Indiana (depuis 2019)
Le 3 juillet 2019, il s'engage pour deux saisons avec les Pacers de l'Indiana.
Le 3 avril 2021, McConnell signe un triple-double avec 16 points, 10 passes décisives et 10 interceptions, dont 9 en 1ère mi-temps, un record NBA.
Lors du marché des agents libres de 2021, il re-signe avec les Pacers pour un contrat de 35,2 millions de dollars sur quatre ans.
Le 30 août 2024, et alors qu'il lui reste encore un an à son contrat actuel, T. J. McConnell signe une nouvelle prolongation de contrat avec les Indiana Pacers à hauteur de 45 millions de dollars sur 4 ans.
Le 20 novembre 2024, il devient le 5e meilleur passeur de la franchise avec 1 786 passes décisives, dépassant Travis Best.
Le 8 décembre 2024, il réalise son record en carrière face aux Hornets de Charlotte avec 30 points inscrits.

## Palmarès

### Distinctions personnelles
- AP honorable mention All-American (2015)
- First-team All-Pac-12 (2015)
- Second-team All-Pac-12 (2014)
- 2× Pac-12 All-Defensive Team (2014, 2015)
- Third-team All-Atlantic 10 (2012)
- Atlantic 10 All-Defensive Team (2012)
- Atlantic 10 Rookie of the Year (2011)
- Atlantic 10 All-Rookie Team (2011)
- Ring of Honor, Wildcats de l'Arizona (2024)

### En club
- Vainqueur de la conférence Est en 2025 avec les Pacers de l'Indiana

## Statistiques

### Universitaires
Les statistiques en matchs universitaires de T. J. McConnell sont les suivants :
| Saison    | Équipe   | Matchs | Titul. | Min./m | % Tir | % 3pts | % LF | Rbds/m. | Pass/m. | Int/m. | Ctr/m. | Pts/m. |
| --------- | -------- | ------ | ------ | ------ | ----- | ------ | ---- | ------- | ------- | ------ | ------ | ------ |
| 2010-2011 | Duquesne | 32     | 30     | 30,6   | 49,8  | 40,2   | 68,3 | 3,75    | 4,38    | 2,84   | 0,16   | 10,75  |
| 2011-2012 | Duquesne | 31     | 31     | 34,3   | 51,1  | 43,7   | 83,6 | 4,32    | 5,52    | 2,77   | 0,26   | 11,42  |
| 2013-2014 | Arizona  | 38     | 38     | 32,2   | 45,4  | 36,0   | 60,8 | 3,58    | 5,32    | 1,68   | 0,21   | 8,45   |
| 2014-2015 | Arizona  | 38     | 38     | 30,5   | 49,8  | 32,1   | 82,9 | 3,84    | 6,26    | 2,18   | 0,08   | 10,39  |
| Total     | Total    | 139    | 137    | 31,8   | 49,0  | 38,1   | 74,6 | 3,86    | 5,40    | 2,33   | 0,17   | 10,17  |

### Professionnelles

#### Saison régulière
Les statistiques en saison régulière de T. J. McConnell:
| Saison    | Équipe       | Matchs | Titul. | Min./m | % Tir | % 3pts | % LF | Rbds/m. | Pass/m. | Int/m. | Ctr/m. | Pts/m. |
| --------- | ------------ | ------ | ------ | ------ | ----- | ------ | ---- | ------- | ------- | ------ | ------ | ------ |
| 2015-2016 | Philadelphie | 81     | 17     | 19,8   | 47,0  | 34,8   | 63,4 | 3,09    | 4,53    | 1,17   | 0,12   | 6,09   |
| 2016-2017 | Philadelphie | 81     | 51     | 26,3   | 46,1  | 20,0   | 81,1 | 3,10    | 6,59    | 1,65   | 0,12   | 6,86   |
| 2017-2018 | Philadelphie | 76     | 1      | 22,4   | 49,9  | 43,5   | 79,5 | 2,97    | 3,99    | 1,21   | 0,17   | 6,29   |
| 2018-2019 | Philadelphie | 76     | 3      | 19,3   | 52,5  | 33,3   | 78,4 | 2,29    | 3,39    | 1,04   | 0,22   | 6,36   |
| 2019-2020 | Indiana      | 71     | 3      | 18,7   | 51,6  | 29,4   | 83,3 | 2,66    | 5,00    | 0,79   | 0,15   | 6,54   |
| 2020-2021 | Indiana      | 69     | 3      | 26,0   | 55,9  | 31,3   | 68,8 | 3,71    | 6,61    | 1,86   | 0,33   | 8,64   |
| 2021-2022 | Indiana      | 27     | 8      | 24,2   | 48,1  | 30,3   | 82,6 | 3,33    | 4,85    | 1,07   | 0,37   | 8,48   |
| 2022-2023 | Indiana      | 75     | 6      | 20,3   | 54,3  | 44,1   | 85,3 | 3,10    | 5,30    | 1,10   | 0,10   | 8,70   |
| 2023-2024 | Indiana      | 71     | 4      | 18,2   | 55,6  | 40,9   | 79,0 | 2,70    | 5,50    | 1,00   | 0,10   | 10,20  |
| Total     | Total        | 627    | 96     | 21,5   | 51,6  | 35,0   | 78,4 | 3,00    | 5,10    | 1,20   | 0,20   | 7,50   |

Mise à jour le 13 octobre 2024

#### Playoffs
Les statistiques en Playoffs de T. J. McConnell:
| Saison | Équipe       | Matchs | Titul. | Min./m | % Tir | % 3pts | % LF | Rbds/m. | Pass/m. | Int/m. | Ctr/m. | Pts/m. |
| ------ | ------------ | ------ | ------ | ------ | ----- | ------ | ---- | ------- | ------- | ------ | ------ | ------ |
| 2018   | Philadelphie | 10     | 2      | 15,5   | 69,4  | 66,7   | 60,0 | 2,60    | 2,30    | 0,60   | 0,00   | 5,50   |
| 2019   | Philadelphie | 9      | 0      | 8,3    | 44,4  | 0,0    | 0,0  | 0,67    | 1,22    | 0,22   | 0,11   | 2,67   |
| 2020   | Indiana      | 3      | 0      | 9,3    | 37,5  | –      | 50,0 | 2,00    | 2,30    | 0,00   | 0,00   | 2,30   |
| 2024   | Indiana      | 17     | 0      | 20,5   | 48,6  | 26,9   | 86,7 | 3,10    | 5,10    | 0,90   | 0,10   | 11,80  |
| Total  | Total        | 39     | 2      | 15,5   | 50,8  | 31,0   | 77,3 | 2,30    | 3,30    | 0,60   | 0,10   | 7,30   |

Mise à jour le 13 octobre 2024

## Records sur une rencontre en NBA
Les records personnels de T.J. McConnell en NBA sont les suivants, :
| Record de la franchise |

| Type de statistique        | Saison régulière | Saison régulière         | Saison régulière | Playoffs | Playoffs             | Playoffs      |
| Type de statistique        | Record           | Adversaire               | Date             | Record   | Adversaire           | Date          |
| -------------------------- | ---------------- | ------------------------ | ---------------- | -------- | -------------------- | ------------- |
| Points                     | 30               | Hornets de Charlotte     | 8 décembre 2024  | 23       | Celtics de Boston    | 25 mai 2024   |
| Paniers marqués            | 14               | Hornets de Charlotte     | 8 décembre 2024  | 10       | Celtics de Boston    | 25 mai 2024   |
| Paniers tentés             | 19               | 2 fois                   | 2 fois           | 17       | Celtics de Boston    | 25 mai 2024   |
| Paniers à 3 points réussis | 4                | @ Bucks de Milwaukee     | 16 janvier 2024  | 2        | Bucks de Milwaukee   | 2 mai 2024    |
| Paniers à 3 points tentés  | 7                | @ Nets de Brooklyn       | 10 avril 2022    | 4        | Celtics de Boston    | 25 mai 2024   |
| Lancers francs réussis     | 7                | Raptors de Toronto       | 2 janvier 2023   | 2        | 2 fois               | 2 fois        |
| Lancers francs tentés      | 8                | @ Bucks de Milwaukee     | 1er janvier 2024 | 2        | 3 fois               | 3 fois        |
| Rebonds offensifs          | 7                | @ Wizards de Washington  | 3 mai 2021       | 3        | Celtics de Boston    | 7 mai 2018    |
| Rebonds défensifs          | 9                | @ Pistons de Détroit     | 11 décembre 2016 | 7        | Celtics de Boston    | 25 mai 2024   |
| Rebonds totaux             | 10               | 3 fois                   | 3 fois           | 9        | Celtics de Boston    | 25 mai 2024   |
| Passes décisives           | 17               | 2 fois                   | 2 fois           | 12       | @ Knicks de New York | 8 mai 2024    |
| Interceptions              | 10               | @ Cavaliers de Cleveland | 3 mars 2021      | 4        | Bucks de Milwaukee   | 2 mai 2024    |
| Contres                    | 2                | 14 fois                  | 14 fois          | 1        | Nets de Brooklyn     | 23 avril 2019 |
| Balles perdues             | 6                | 3 fois                   | 3 fois           | 3        | @ Heat de Miami      | 21 avril 2018 |
| Minutes jouées             | 46               | @ Knicks de New York     | 27 février 2021  | 39       | Celtics de Boston    | 7 mai 2018    |

- Double-double : 29 (dont 2 en playoffs)
- Triple-double : 3

Dernière mise à jour : 17 mars 2025
re re ildo